# 엘리바가르
엘리바가르(고대 노르드어: Élivágar→얼음 파도)는 노르드 신화에서 중간계가 아직 창세되기 전 긴눙가가프에 있었던 강줄기 11개이다.
《고 에다》와 《신 에다》를 통틀어 많은 강의 이름이 나오지만, 엘리바가르 11천으로 거론되는 것은 대개 스볼(Svöl), 군트라(Gunnthrá), 표름(Fjörm), 핌불툴(Fimbulthul), 슬리드(Slidr), 흐리드(Hríd), 쉴그(Sylgr), 윌그(Ylgr), 비드(Víd), 레입트(Leiptr), 굘(Gjöll)이다. 이 중 굘은 니플헤임의 흐베르겔미르 우물에서 발원하여 헬헤임을 지나 흐르는데, 걀라르브루 다리를 통해 굘 강을 건너면 망자들이 사는 지하세계로 갈 수 있다.
〈바프스루드니르가 말하기를〉에 보면 최초의 거인 이미르는 엘리바가르에서 방울져 떨어진 독액에서 태어났다고 한다.
〈길피의 속임수〉에서는 이 이야기가 좀더 확장되어, 엘리바가르의 독이 강둑에 얼어붙었다가 긴눙가가프의 훈훈한 공기를 만나 비처럼 내렸다. 니플헤임에서 발원한 엘리바가르 강물은 긴눙가가프의 공허를 채우기 시작했고, 무스펠스헤임의 열기와 만나 뚝뚝 떨어지기 시작했다. 그리고 그 방울 속에서 이미르가 태어났다. 또한 〈길피의 속임수〉 다른 곳에서는 흐베르겔미르에는 비룡 니드호그가 살고 있고 수많은 뱀들이 들끓고 있다고 하는데, 아마 이 뱀들 때문에 강에 독이 풀어져 있는 것이 아닌가 추측된다.